# Pate
Pate  je priimek v Sloveniji in tujini. Po podatkih Statističnega urada Republike Slovenije so na dan 1. januarja 2010 v Slovenjiji uporabljale ta priimek 102 osebi.  

## Znani slovenski nosilci priimka
- Jani Pate (*1965), nogometaš

## Znani tuji nosilci priimka
- Michael Pate (1920—2008), avstralski igralec in producent
- Randolph McCall Pate (1898—1961), ameriški general